# Hội nhiếp ảnh Lviv
Hội nhiếp ảnh Lviv (tiếng Ba Lan: Lwowskie Towarzystwo Fotograficzne) là hội nhiếp ảnh hoạt động từ những năm 1903 đến năm 1939, tiền thân là Câu lạc bộ những người yêu thích nghệ thuật nhiếp ảnh tại Lviv (1891-1903) .

## Lịch sử
Câu lạc bộ những người yêu thích nghệ thuật nhiếp ảnh tại Lviv được thành lập vào ngày 27 tháng 3 năm 1891 (trong xưởng điêu khắc của Tadeusz Borącz) . Các thành viên sáng lập câu lạc bộ gồm Tadeusz Borącz, Karol Stromenger, Teodor Szajnok. Chủ tịch hội đồng quản trị đầu tiên của câu lạc bộ là Karol Stromenger. Ngày 2 tháng 4 năm 1903, Câu lạc bộ những người yêu thích nghệ thuật nhiếp ảnh tại Lviv đổi tên thành Hội nhiếp ảnh Lviv. Chủ tịch đầu tiên của Hội đồng quản trị của Hội là Henryk Mikolasch.

## Thế hệ hội đồng đầu tiên của Câu lạc bộ những người yêu thích nghệ thuật nhiếp ảnh ở Lviv
- Karol Stromenger (Chủ tịch Hội đồng quản trị);
- Teodor Szajnok (phó chủ tịch Hội đồng quản trị);
- Henryk Drdacki (thành viên Hội đồng quản trị);

## Thế hệ hội đồng đầu tiên của Hội nhiếp ảnh Lviv
- Henryk Mikolasch (chủ tịch hội đồng quản trị);
- Ferdynand Włoszzyński (phó chủ tịch Hội đồng quản trị);
- Józef Świtkowski (thư ký);
- Wiktor Wołczyński (thành viên Hội đồng quản trị);
- Rudolf Huber (thủ quỹ);
- Norbert Lilien (thủ thư);

Nguồn:.